# 100. pěší pluk

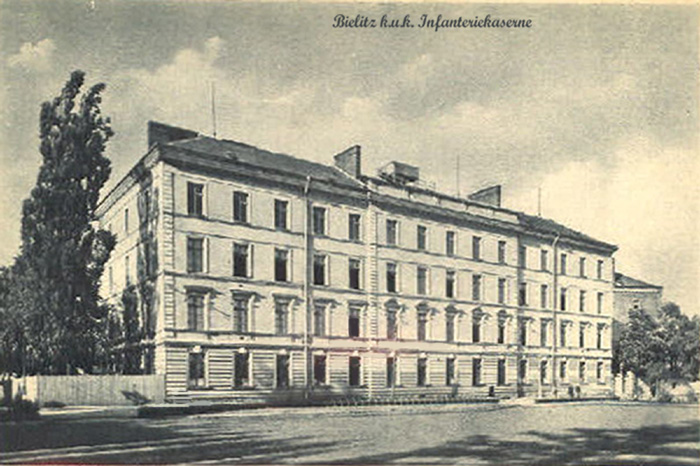
Kasárna pěchoty v Bílsku

100. pěší pluk (německy Infanterieregiment Nr. 100, celým názvem k.u.k. Schlesisch-Mährisches Infanterie Regiment „von Steinsberg“ Nr. 100) byl pěší pluk rakousko-uherské armády v letech 1883–1918.

## Rakousko-Uhersko

### Egalizační barva
- Výložky: žlutohnědé
- Knoflíky: žluté

### Doplňovací obvod
Pluk se doplňoval ze severní Moravy a ze Slezska, zejména z Těšínska.

### Národnostní složení
Pluk se skládal z:
- 37 % Poláků
- 33 % Čechů
- 27 % Němců
- 3 % ostatních

Členem tohoto pluku byl i Otakar Sviták.

### Účast ve válkách
Bojoval během první světové války na východní frontě.

### Majitelé pluku
- 1883–1906 Edmund von Krieghammer
- 1906–1918 Moritz von Steinsberg[1]